# Entrerriense Futebol Clube
Entrerriense Futebol Clube é uma agremiação esportiva da cidade de Três Rios, no estado do Rio de Janeiro, fundada a 14 de dezembro de 1925. 

## História
A história do Entrerriense Futebol Clube se remete a fatos históricos, que antecedem à própria história da emancipação político-administrativa do Município de Três Rios (com 78 mil habitantes; e fica a 125 km da capital do Rio), fundado em 1938. E logo de cara, percebe-se o sentimento da cidadania trirriense, registrado no nome da entidade esportivo-social, criada na época em que esta terra era então o Distrito Entre-Rios, pertencente à Paraíba do Sul.
Daí o nome Entrerriense Futebol Clube. Constatação que reflete a importância social da instituição na própria história do surgimento da cidade, com a qual antecipadamente se mescla. Ao relembrar a trajetória dos 80 anos de existência do Entrerriense FC, nos deparamos com acontecimentos e personalidades de grande importância na formação do nosso povo, da nossa história (vale repetir), e da nossa cultura.
Na elite do futebol carioca, o Entrerriense Futebol Clube participou em três oportunidades: 1993 (terminou na 11ª posição); 1995 (fez a sua melhor campanha, ficando em 8º lugar); e 2002 (quando acabou na 12ª colocação).  No total, foram 61 jogos, com 11 vitórias, 15 empates e 35 derrotas; marcando 57 gols e sofrendo 124.
 Torneio Internacional 
Poucos sabem, mas o Entrerriense possui uma conquista internacional. O caneco aconteceu no Torneio de Inverno Pablo Hierro, disputado em Las Palmas - ESP, em 1959, que contou com a participação do Las Palmas/ESP (vice), FC Heirnburg/ALE (3º), Seixas EC/BRA (4º), Huracán/URU, Recreativo Nuñes/ESP, Estrela/BRA e Deportivo Luna/URU. Além do título, o clube teve também o artilheiro da competição, Semir.
 1993: O Galo Carijó Vence o Campeão Estadual 
Em 1993, o time-base foi: Nilton, Claudinei, Cadão, Paulo Ramos e Mazinho; Murilo, Zanon, Luciano (Júnior) e Pintinho; Ânderson e Ricardo (Silas). O resultado marcante aconteceu no dia 4 de abril de 1993, quando venceu o Vasco da Gama (foi o campeão daquele ano) por 2 a 1, em pleno Estádio de São Januário. Ânderson abriu o placar aos 12 minutos do 1º tempo. Bismarck empatou aos 25 minutos do 2º tempo e Silas marcou o gol da vitória aos 41 minutos da etapa final. 
 1995: Empate, Fora de Casa, Contra o Campeão Brasileiro 
Em 1995, o time-base foi: Jefferson, Claudinei, Simão, Brasília e Mazinho; Cadão, Flavinho, Renatinho (Carlinhos) e Joãozinho (Nil); Alexandre e Quarentinha. Nesse ano, o resultado marcante foi o empate com o Botafogo em 1 a 1 (no dia 6 de fevereiro de 1995), em pleno Estádio Caio Martins, em Niterói. Vale lembrar que meses depois o Botafogo se sagraria campeão Brasileiro em cima do Santos.
 2002: Empates Contra o Fogão e o Mengão 
Em 2002, o time-base foi: Fábio Carvalho (João Paulo), Raimundo (Nielsen), Paulo Roberto, Júnior (Roni) e Maciel (Fabrício / Alex); Valdemir (Da Silva), Vagner Vizzotto (Fábio), Dorgival (Rafael / Rodrigo) e Wilson Surubim (André); Reginaldo (Marcelinho / Marcão) e Vagner Carioca (Zé Carlos). Técnico: Ricardo Barreto. Os melhores resultados foram os empates contra o Flamengo e Botafogo, ambos por 1 a 1, em Três Rios, nos dias 7 de março e 8 de maio, respectivamente.

## Etimologia
O nome "Entrerriense" se refere à antiga toponímia da cidade de Três Rios que antes da emancipação de 1938 remetia origem às sesmarias concedidas entre os vales do Rio Paraibuna e Paraíba do sul, o "Entre-Rios". 
A alcunha "Galo", representa a filosofia do animal que briga até o fim de sua disputa 
O "Carijó" é popularmente conhecido como adjetivo ao galo sem cores definidas ou simplesmente preto e branco. Sua origem histórica remete aos índios Carijós que ocupavam o litoral gaúcho e que se mesclaram aos tripulantes europeus naufragados na região formando uma nova aldeia de brancos, mamelucos e negros.

## Uniformes
Suas cores oficiais são preto e branco.

## Escudo

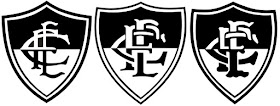
Variações do escudo do Entrerriense Futebol Clube-RJ

O escudo do clube é formado por uma borda semelhante à do Fluminense mas com as cores do clube (Preto e Branco) e com um monograma com as iniciais do clube (EFC).

## Títulos
| Internacionais (Amistoso)       | Internacionais (Amistoso) | Internacionais (Amistoso) | Internacionais (Amistoso) |
| Competição                      | Títulos                   | Temporadas                |                           |
| ------------------------------- | ------------------------- | ------------------------- | ------------------------- |
| Torneio de Inverno Pablo Hierro | 1                         | 1959                      |                           |

| Estaduais                            | Estaduais | Estaduais  | Estaduais |
| Competição                           | Títulos   | Temporadas |           |
| ------------------------------------ | --------- | ---------- | --------- |
| Campeão Estadual da Segunda Divisão: | 1         | 2001       |           |

| Municipais                       | Municipais | Municipais | Municipais |
| Competição                       | Títulos    | Temporadas |            |
| -------------------------------- | ---------- | --- | ---------- |
| Campeonato Citadino de Três Rios | 23         | 1942, 1943, 1944, 1945 (invicto), 1945 (invicto), 1947 (invicto), 1950, 1951, 1952, 1953, 1954, 1955, 1957, 1958, 1960, 1961, 1964, 1966, 1967, 1973 (invicto), 1987, 1992 e 1994 |            |
| Torneio Início de Três Rios      | 1          | 1954 |            |

| Torneios Amistosos | Torneios Amistosos | Torneios Amistosos | Torneios Amistosos |
| Competição         | Títulos            | Temporadas         |                    |
| ------------------ | ------------------ | ------------------ | ------------------ |
| Torneio Guanabara  | 1                  | 1967               |                    |

| Categorias de Base              | Categorias de Base | Categorias de Base | Categorias de Base |
| Competição                      | Títulos            | Temporadas         |                    |
| ------------------------------- | ------------------ | ------------------ | ------------------ |
| Copa Regional de Futebol Sub-12 | 1                  | 2008               |                    |
| Copa Regional de Futebol Sub-14 | 1                  | 2008               |                    |

## Histórico em competições oficiais
Campanhas de destaque
- Campeonato Carioca Grupo B - 2º Turno: Campeão 1992
- Vice-Campeão do Interior do Estado do Rio de Janeiro (Copa Rio) - 1993

### Participações no Campeonato Carioca (Estadual) - Série "A"
| Ano  | Posição |
| ---- | ------- |
| 1993 | 11º     |
| 1995 | 8º      |
| 2002 | 12º     |

### Participações no Campeonato Fluminense (Estadual)
| Ano  | Posição      |
| ---- | ------------ |
| 1942 | 6º           |
| 1943 | 17º          |
| 1944 | 17º          |
| 1966 | Desconhecido |
| 1967 | Desconhecido |
| 1968 | Desconhecido |
| 1970 | Desconhecido |

## Cronologia
1925 o clube é fundado antes da emancipação política do atual município três rios.
1930 é inaugurado o estádio Odair Gama, na época, o primeiro da denominada Vila de Entre Rios.
1960 o Entrerriense F.C. joga uma partida amistosa no Odair Gama contra a Seleção Brasileira perdendo de 1 x 0.
1993 vice no Campeonato do Interior (Copa Rio), perdendo na final para o Americano.
1994 o seu hino oficial é lançado, com a autoria de Pádua, e gravado nos estúdios G. S. A. A.
1995 o clube chega a fase final do campeonato carioca porém, sofre duas derrotas contra o Flamengo no placar de 2x1 no Estádio Gama e 6x0 no Gávea.

## Curiosidades

### Títulos de Carijosão
O clube nomeia um título chamado "Carijosão" como forma de reconhecimento àqueles que se doaram inteiramente por amor ao Entrerriense

### Rivais
América de Três Rios

### Ficha Técnica Final Carioca Serie B 2001[carecede fontes?]
SERRANO - Adriano, Pires (Luciano Pires), Wellington, Carlão e Alessandro; Lucas (Anderson), Cruzick, Luiz Carlos e Ronaldo; Eduardo (Maicon) e Tobias. Técnico: Gilberto Coroa.
ENTRERRIENSE - João Paulo, Alex, Paulo Roberto, Júnior e Maciel; Da Silva (Clayton), Wagner, Amarildo (Lima) e Nielsen; Marcão (Marcelinho) e Zé Carlos. Técnico: Ricardo Barreto.